# Ma Weihua
Ma Weihua (Cina, 1975) è una donna della Repubblica Popolare Cinese divenuta tristemente famosa fra il 2004 e il 2005 per essere stata protagonista di un episodio additato da molte fonti come un caso eclatante di violazione dei diritti umani da parte delle autorità cinesi.
A favore di Ma Weihua si sono mobilitati Amnesty International e diverse altre ONG.

## L'episodio
Nel gennaio 2004 Ma Weihua, incinta, fu arrestata dalla polizia di Lanzhou, in Cina, per essere stata trovata con oltre un chilo di eroina. In Cina, l'uso di droga è uno dei 69 reati per cui è prevista la pena capitale; tuttavia, la legge cinese vieta altresì che vengano giustiziate donne in stato interessante. Nel febbraio del 2004, mentre si trovava sotto la custodia della polizia, Ma Weihua ebbe un aborto; secondo Amnesty e altre ONG, l'aborto sarebbe stato provocato chirurgicamente in ospedale, tra l'altro sotto anestesia (perché, secondo la testimonianza di un medico, "la paziente si rifiutava di cooperare"). Un dirigente della Pubblica sicurezza di Lanzhou avrebbe commentato presso la stampa locale che "il codice non deve diventare un'arma in mano agli spacciatori per sottrarsi alla punizione".
Amnesty International ha denunciato gli eventi anche mettendoli in relazione con altri casi di aborto e sterilizzazione forzati che le autorità cinesi avrebbero messo in atto in varie occasioni per garantire l'applicazione della politica che prevede un unico figlio per coppia.
Durante il processo, iniziato ad agosto, le responsabilità della polizia nell'aborto sono state uno dei temi principali del dibattito. Weihua è stata infine condannata all'ergastolo.
Il suo caso è importante perché ha riaperto il dibattito sulla pena di morte in Cina.